# Ouhoumoudou Mahamadou
Ouhoumoudou Mahamadou é um político  nigerino e antigo primeiro-ministro de seu país entre 3 de abril de 2021 e 26 de julho de 2023. Ele é membro do Partido Nigerino pela Democracia e Socialismo (PNDS-Tarayya). Ele foi deposto do cargo, juntamente com o presidente Mohamed Bazoum, em 26 de julho de 2023 após um golpe de estado liderado por membros da guarda presidencial e das forças armadas.
Anteriormente foi Ministro de Minas, Energia e Indústria de 1991 a 1993 e Ministro das Finanças de abril de 2011 a abril de 2012. Também foi diretor do gabinete presidencial desde 2015.

## Biografia
No governo de transição do primeiro-ministro Ahmadou Cheiffou, nomeado em 7 de novembro de 1991, Mahamadou foi incluído como Ministro de Minas, Energia, Indústria e Artesanato. Ele foi mantido em seu cargo em uma remodelação do gabinete em 31 de janeiro de 1993. Eleições multipartidárias foram realizadas em fevereiro de 1993, encerrando a transição; Mahamadou não foi incluído no governo que foi nomeado em 23 de abril de 1993. Ele serviu como Secretário Executivo Adjunto da Comunidade Econômica dos Estados da África Ocidental (CEDEAO) mais tarde na década de 1990 e depois trabalhou como Representante Regional do Lutheran World Relief para a África Ocidental.
Depois que o presidente do PNDS, Mahamadou Issoufou, venceu as eleições presidenciais de janeiro a março de 2011 e assumiu o cargo de presidente do Níger, Ouhoumoudou Mahamadou foi nomeado ministro das Finanças para o governo em 21 de abril de 2011.
Mahamadou foi Ministro das Finanças por pouco menos de um ano; ele foi demitido do governo em 2 de abril de 2012. Mais tarde, no mesmo mês, ele foi nomeado Diretor-Geral do BIA-Níger, um grande banco.
Ele foi nomeado Diretor do Gabinete do Presidente em 4 de junho de 2015. Depois que Issoufou foi empossado para um segundo mandato, ele manteve Mahamadou em seu cargo como Diretor do Gabinete do Presidente em 11 de abril de 2016.